# Dániel
A Dániel férfinév héber eredetű (דָּנִיּאל Dáníjjél), jelentése: Isten a bírám. A kereszténység felvétele előtt a magyarságnak volt egy Dan személyneve, mely később összeolvadt a Dániel névvel. Női változata: Daniella.

## Rokon nevek
- Daniló:[1] a Dániel szláv alakváltozata.[2]
- Dános:[1] a Dániel régi magyar rövidült, kicsinyítőképzős változata.[2]

## Gyakorisága
A Dániel az előző századokban főleg a reformátusok körében volt népszerű, 200 évvel ezelőtt Debrecenben a 15., 100 évvel ezelőtt a 19. leggyakoribb név volt. Országszerte csökkent a népszerűsége, 1967-ben csak 56-an kapták ezt a nevet. A 80-as években már a 23. leggyakoribb férfinév lett.
A Dániel az 1980-as és 1990-es években igen gyakori lett, a Daniló és Dános szórványos volt, a 2000-es években a Dániel a 4-7. leggyakoribb férfinév, a Dános és a Daniló nem szerepel az első százban.

## Névnapok
Dániel, Daniló, Dános:
- február 16.[2]
- július 21.[2]
- szeptember 26.[2]
- október 10.[2]
- november 23.[2]
- december 11.[2]

## Idegen nyelvű névváltozatai
| - angolul: Dan, Danny, Dani, Daniella - héberül: דָּנִיֵּאל (Dáníjjél) - törökül: Danyel, Danyal - szírül: ܪܐܢܝܠ (Daniyyel) - olaszul: Daniele - hollandul: Daniël, Daan - bolgárul: Данаил (Danail) - grúzul: დანიელი (Danieli) - görögül: Δανιήλ (Daniil) - oroszul: Даниил (Daniil) - szerbül, szlovénül, és horvátul: Данијел / Danijel, Danilo / Данило - spanyolul, portugálul: Daniel - románul: Daniel, Dan | - észtül: Tanel - finnül: Taneli - örményül: Դանիէլ (Taniēl) - kurdul: دانيال (Danyal/ Daniel) - perzsául: دانيال (Dâniyal / Danial) - arabul: دانيال (Danyal) - walesiül: Deiniol - bretonul: Deniel - baszkul: Danel - vietnámiul: Đanien - írül: Dainéil, Dónall - japánul: ダニエル (Danieru) - koreaiul: 다니엘 (Taniel) |

## Híres Dánielek, Danilók és Dánosok

### Magyarok
- Antoni Dániel lelkész
- Arany Dániel matematikatanár
- Bakó Dániel tanár
- Baksay Dániel lelkész
- Baksay Dániel lelkész
- Bárány Dániel író
- Bedő Dániel költő
- Benkő Dániel mezőgazdász az MTA tagja
- Benkő Dániel lant- és gitárművész
- Benutius Dániel költő
- Berzsenyi Dániel költő
- Boczkó Dániel püspök
- Boczkó Dániel kormánybiztos
- Bodó Dániel királyi járásbírósági írnok
- Bogdanich Imre Dániel első segéd a budai csillagvizsgálónál és akadémiai tanár
- Bohár Dániel véleményvezér
- Bordás Dániel keresztény lelkész
- Boros Dániel szerzetes
- Boross Dániel ügyvéd, tanár
- Bors Dániel szerzetes tanár
- Burius Dániel író
- Cerva Dániel lelkész
- Cornides Dániel bölcsész, egyetemi tanár, könyvtáros
- Crudy Dániel püspök
- Csányi Dániel főiskolai tanár
- Csapó Dániel mezőgazdasági szakember, agrárpolitikus
- Csathy Dániel püspök
- Daniel Birthelmer polgár
- Deák Dániel politológus
- Gryllus Dániel zeneszerző, előadóművész
- Gyurta Dániel úszó
- Hadfi Dániel judóversenyző
- Halasi Dániel színész, szinkronszínész
- Hamvas Dániel szinkronszínész, forgatókönyvíró, műfordító
- Hoffer Dániel énekes, előadóművész
- Ihász Dániel honvéd ezredes, az olaszországi magyar légió parancsnoka
- Illés Dániel táncos, a 4 for Dance tagja
- Irányi Dániel politikus, publicista,
- István Dániel rádiós-, televíziós műsorvezető
- Kováts Dániel színművész
- Lengyel Dániel orvos, honvédorvos, tanár, gimnáziumi igazgató
- Lengyel Dániel labdarúgó
- Lőwy Dániel vegyészkutató, helytörténész
- Magay Dániel olimpiai bajnok kardvívó, vegyészmérnök
- Mihalik Dániel festőművész
- Mogács Dániel humorista
- Molnár Dániel karate világ- és Európa-bajnok
- Molnár Dániel sportriporter, műsorvezető
- Novák Dániel
- Papp Dániel színművész
- Seres Dániel színész, később Suhajda Dániel
- Titi Dániel cégvezető
- Torres Dániel zenész, énekes
- Tőzsér Dániel magyar válogatott labdarúgó
- Varga Dániel vízilabdázó
- Varró Dániel költő

### Külföldiek
- Dániel próféta
- Daniel Arenas kolumbiai származású színész
- Daniel Bernoulli svájci matematikus és fizikus
- Daniel Carvajal spanyol labdarúgó
- Daniel Chodowiecki lengyel grafikus
- Daniel Craig angol színész
- Daniel Day-Lewis Oscar-díjas amerikai színész
- Dani Filth angol énekes (Cradle of Filth)
- Daniel Defoe angol író
- Daniele De Rossi olasz világbajnok labdarúgó
- Daniel Forfang síugró
- Danilo Kiš jugoszláv (szerb) író
- Daniel Mróz lengyel grafikus
- Daniel Negreanu professzionális póker játékos
- Daniel Georg Neugeboren erdélyi szász evangélikus püspök
- Daniel Radcliffe angol színész (Harry Potter)
- Daniel Ricciardo ausztrál autóversenyző
- Daniel Olbrychski lengyel színész
- Daniel Quinn amerikai író
- Georg Daniel Teutsch erdélyi szász történész, evangélikus püspök
- Dee Snider, a Twisted Sister énekese

## Egyéb Dánielek, Danilók és Dánosok

### Vezetéknévként
Sok családnévről feltételezhető, hogy a Dániel névhez köthető, de kapcsolódhatnak a Damo(n)kos és a Damján névhez is: Dan, Dán, Dana, Danci, Dancs, Dancsa, Dancsi, Dancsó, Dándi, Dánél, Dani, Dáni, Dank, Danka, Dankó, Dankos, Danó, Dános, Danyi, Dányi.

### Földrajzi névként
A Dániel birtokos alakja lelhető fel településnevekben
- Dány, település Pest vármegyében
- Dános, település Romániában
- Csíkdánfalva, település Erdélyben
- Dánosköve
- Bihardancsháza

### Népnyelvben
- daniló: a szöcske neve több helyen[3]
- danisarkantyú vagy dalisarkantyú a szarkaláb neve[3]
- Légy Dániel!: egy ma már szinte feledésbe merült szólás, mellyel arra kértek meg valakit, hogy magyarázza meg a szóban forgó dolgot[3]

### Az irodalomban
- Dániel a címe Kiss Dénes egy versének[3]
- Arany János Vörös Rébék című balladájának egyik szereplője Pörge Dani[3]
- Móricz Zsigmond Sárarany című regényének szereplője Túri Dani[3]
- Hollós Korvin Lajos A Vöröstorony kincse című regényének szereplője Bató Dani[3]
- Ottlik Géza Iskola a határon és Buda című regényeinek szereplője Szeredy Dániel